# Стоунволл (Оклахома)
Стоунволл (англ. Stonewall) — місто (англ. town) в США, в окрузі Понтоток штату Оклахома. Населення — 414 особи (2020).

## Географія
Стоунволл розташований за координатами 34°39′5″ пн. ш. 96°31′32″ зх. д. / 34.65139° пн. ш. 96.52556° зх. д. (34.651519, -96.525636).  За даними Бюро перепису населення США в 2010 році місто мало площу 0,85 км², уся площа — суходіл.

## Демографія
Згідно з переписом 2010 року, у місті мешкало 470 осіб у 186 домогосподарствах у складі 106 родин. Густота населення становила 553 особи/км².  Було 226 помешкань (266/км²).
Расовий склад населення:
| - 70,6 % — білих - 14,7 % — корінних американців - 2,6 % — чорних або афроамериканців - 0,2 % — вихідців з тихоокеанських островів |

До двох чи більше рас належало 11,7 %. Частка іспаномовних становила 3,0 % від усіх жителів.
За віковим діапазоном населення розподілялося таким чином: 23,2 % — особи молодші 18 років, 56,2 % — особи у віці 18—64 років, 20,6 % — особи у віці 65 років та старші. Медіана віку мешканця становила 42,0 року. На 100 осіб жіночої статі у місті припадало 96,7 чоловіків;  на 100 жінок у віці від 18 років та старших — 97,3 чоловіків також старших 18 років.
Середній дохід на одне домашнє господарство  становив 33 171 долар США (медіана — 25 250), а середній дохід на одну сім'ю — 36 384 долари (медіана — 27 500). Медіана доходів становила 36 250 доларів для чоловіків та 22 250 доларів для жінок. За межею бідності перебувало 37,2 % осіб, у тому числі 62,5 % дітей у віці до 18 років та 19,0 % осіб у віці 65 років та старших.
Цивільне працевлаштоване населення становило 125 осіб. Основні галузі зайнятості: освіта, охорона здоров'я та соціальна допомога — 27,2 %, роздрібна торгівля — 14,4 %, науковці, спеціалісти, менеджери — 8,8 %, транспорт — 7,2 %.